# Гуляев, Иван Матвеевич
Иван Матвеевич Гуляев (15 июня 1911, Омск — 17 апреля 1978, Новосибирск) — советский музыкант, домрист, мандолинист, главный дирижёр оркестра народных инструментов Новосибирского областного радиокомитета, заслуженный деятель искусств РСФСР (1962).

## Биография
Родился 15 июня 1911 года в Омске. Окончил курсы для взрослых повышенного типа, после чего устроился в службу Пути Омской железной дороги; также работал в Первом Омском Великорусском оркестре имени Е. Авксентьева, где выучился игре на балалайке и домре (альтовой и приме).
В 1933 году прошёл вступительные экзамены в Московский инженерно-строительный институт имени Куйбышева. Учёбу совмещал с работой в Государственном оркестре народных инструментов под управлением Любимова; позднее входил в состав оркестра Всесоюзного радиокомитета. После завершения курсов получил специальность конструктора и был принят во Всесоюзный трест «Радиострой», в котором работал в течение года.
С 1935 года жил в Новосибирске. В этом городе начал карьеру в оркестре народных инструментов радиокомитета, где сначала был 1-м домристом, а позднее, выучившись игре на мандолине у создателя оркестра В. А. Гирмана, стал и мандолинистом этой организации. Также возглавлял самодеятельный оркестр в клубе имени Сталина.
В 1939—1944 годах — работник Ансамбля Красноармейской песни и пляски Западно-Сибирского ВО. С 15 октября 1945 — руководитель оркестра народных инструментов Областного радиокомитета, с 1966 года — главный дирижёр. Руководил Неаполитанским ансамблем (1946).
С 1949 по 1951 год учился на дирижёрско-хоровом отделении Новосибирского музыкального училища, окончив его с отличием.
В 1975 году вручил дирижёрскую палочку учившемуся у него В. П. Гусеву
Состоял в Учёном совете консерватории и Союзе кинематографистов Западно-Сибирской киностудии.
Похоронен на Заельцовском кладбище (квартал 68).

## Преподавательская деятельность
Работал преподавателем инструментовки в Новосибирской консерватории (с 1963) и музыкальном училище; в последнем также руководил студенческим оркестром.